# Aliança da Maioria Parlamentar

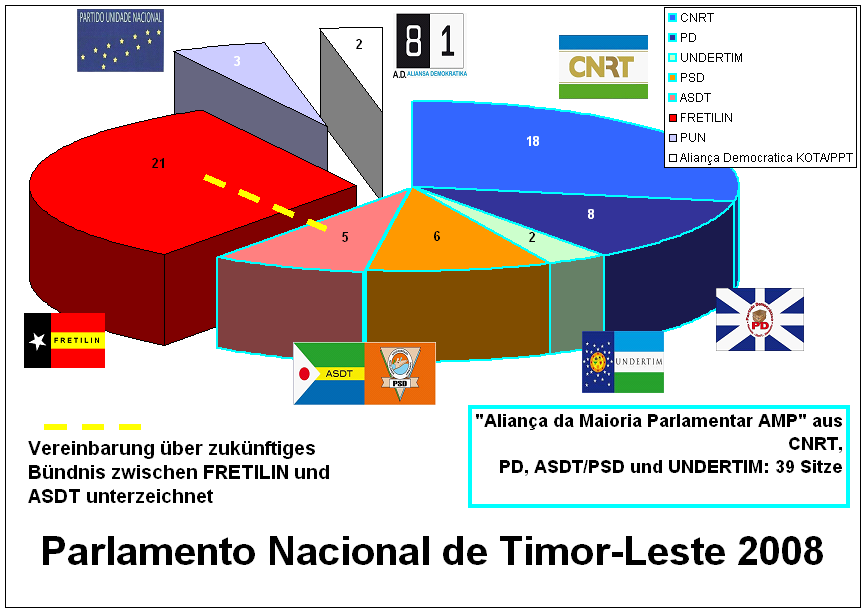
Sitzverteilung und Bündnisse im Nationalparlament Osttimors (Stand: Mai 2008)

Die Aliança da Maioria Parlamentar (tetum Aliansa Maioria Parlamentar, deutsch Allianz der Parlamentarischen Mehrheit) war die Bezeichnung der Regierungskoalition, die sich nach den Parlamentswahlen 2007 in Osttimor gebildet hatte. Zusammen hatte die Allianz 37 der 65 Sitze im Nationalparlament Osttimors inne. Die mit 21 Sitzen stärkste Partei im Parlament, die FRETILIN, war nicht Teil der Allianz.
Teil der Koalition waren der Congresso Nacional da Reconstrução Timorense CNRT mit 18 Mandaten, die Partido Democrático PD mit acht Abgeordneten und die beiden Parteien Associação Social-Democrata de Timor ASDT und Partido Social Democrata PSD, die mit ihrer gemeinsamen Wahlliste Coligação ASDT/PSD elf Sitze gewannen. Zusammen bildeten sie die IV. konstitutionelle Regierung Osttimors.
Anfang Mai 2008 unterzeichnete die ASDT eine Bündniserklärung mit der FRETILIN. Allerdings verließ sie nicht die Regierungskoalition, sondern plant, mit der FRETILIN bei den nächsten Wahlen zusammenzuarbeiten. Beide Parteien forderten daher für das Frühjahr 2009 Neuwahlen. Auslöser der Spannungen in der Regierungskoalition war die Weigerung Premierminister Gusmãos, zwei der Korruption beschuldigte  ASDT-Angehörige des Kabinetts zu entlassen, wie es die Partei gefordert hatte. Korruption wird mehreren Regierungsmitgliedern vorgeworfen, ebenso eine zu große Nähe zu Indonesien. Die PSD, enger Partner der ASDT, entschied trotz Unzufriedenheiten in den eigenen Reihen in der Koalition mit dem CNRT, der Partei von Premierminister Gusmão zu bleiben. Auch die fünf Abgeordneten der ASDT im Parlament kündigten an, sie würden im Falle eines Koalitionsbruch auch gegen den Willen ihrer Partei in der AMP bleiben. Ende Juli 2009 erklärte José Manuel Carrascalão, Chef der Abgeordnetengruppe der ASDT im Nationalparlament Osttimors, stellvertretender Minister für Infrastruktur und stellvertretender Vorsitzender der ASDT, seine Partei werde nicht die FRETILIN bei Kampagnen gegen die AMP unterstützen.
Am 13. Mai 2008 schloss sich die UNDERTIM der Regierungskoalition an. Mit ihren beiden Abgeordneten hätte die AMP auch dann noch die absolute Mehrheit im Parlament, wenn die ASDT mit ihren fünf aus der Koalition ausscheiden würde.
Mit Ende der Legislaturperiode endete auch die Regierungskoalition. PSD, ASDT und UNDERTIM flogen aus dem Parlament. CNRT und PD bildeten eine neue Regierung, zusammen mit der neu eingezogenen Frenti-Mudança.